# Robecq
Robecq (flämisch: Robeke) ist eine französische Gemeinde mit 1320 Einwohnern (Stand 1. Januar 2022) im Département Pas-de-Calais in der Region Hauts-de-France. Sie gehört zum Arrondissement Béthune und zum Kanton Lillers.
Nachbargemeinden von Robecq sind Saint-Venant im Norden, Saint-Floris im Nordosten, Calonne-sur-la-Lys im Osten, Mont-Bernanchon im Südosten, Gonnehem im Süden, und Busnes im Westen.

## Bevölkerungsentwicklung
| Jahr      | 1962 | 1968 | 1975 | 1982 | 1990 | 1999 | 2007 |
| Einwohner | 1090 | 1109 | 1006 | 1037 | 1063 | 1062 | 1195 |

## Persönlichkeiten
- Die Herren und Fürsten von Robecq